# Чэнь Шимэй
Чэнь Шимэй — персонаж китайской оперы. Притча для обозначения бессердечного человека. Был женат на Цинь Сянлянь. Чэнь Шимэй предал Цинь Сянлянь, женившись на другой женщине, и попытался убить её и детей, чтобы скрыть свое прошлое. Эта вымышленная пара популярна в легендах.

## Биография
Этот персонаж был основан на судебных записях чиновника династии Цин Чэнь Шумэя, женой которого была Цинь Синьлянь. Чэнь был честным чиновником, который стал врагом других коррумпированных чиновников. Эти чиновники создали двух вымышленных персонажей мужа и жены, основанных на этой паре, изменив среднекитайские иероглифы их настоящих имен, и ввели Бао Чжэна эпохи династии Сун в свою вымышленную историю, чтобы оклеветать и очернить Чэнь Шумэя и его жену Цинь Синлянь.

## Китайская опера
История Пекинской оперы «Дело об обезглавливании»
Во времена династии Сун Чэнь Шимэй был бедным человеком, готовившимся к императорским экзаменам. Чэнь Шимэй был женат на Цинь Сянлянь, которая заботилась о нём и их детях и у Чэнь Шимэя было время учиться. Когда пришло время сдачи экзаменов, Шимэй отправился в столицу, чтобы сдать их, оставив Сянлянь и их детей. Он не вернулся и Сянлянь с детьми отправились в столицу на поиски Шимэя.
Оказалось, что Шимэй занял первое место на экзаменах и в результате получил официальную должность. Император предложил выдать его сестру замуж за Шимэя. Хотя Шимэй уже был женат, он жаждал богатства и власти. Он держал свой предыдущий брак в секрете и женился на принцессе. Когда он обнаружил, что Сянлянь с детьми приехала в столицу, он приказал своему телохранителю Хань Ци убить их.
Хань Ци загнал Сянлянь в угол за пределами столицы. Однако, когда Сянлянь умоляла Хань Ци вырастить её детей после её смерти, Хань Ци не мог заставить себя убить их. Хань Ци покончил жизнь самоубийством. Похоронив Хань Ци, Сянлянь подошла к Бао Чжэну, чтобы заставить Шимэя узнать её. Бао Чжэн послал подчиненного в родной город Шимэй и Сянлянь — Цзюнь, чтобы проверить рассказ Сянлянь. Затем он планировал, чтобы Сянлянь предстала перед Шимэем в суде, и попытался дать Шимэю ещё один шанс признать Сянлянь своей первой женой. Вместо этого Шимэй снова отрицал, что знает Сянлянь. Когда Шимэй отрицал, что послал своего телохранителя убить Сянлянь, Сянлянь доказала, что Шимэй лжет, показав суду меч Хань Ци. Бао Чжэн осудил Шимэя за покушение на убийство и ложь императору, наказанием за которую было ритуальное самоубийство в храме. (Момент с чтением приговора разошёлся на Интернет-мемы).
Когда принцесса услышала о предстоящей казни, она была огорчена тем, что Шимэй солгал ей, но и не хотела становиться вдовой. Поэтому она пошла со своей матерью, императрицей, чтобы надавить на Бао Чжэна, чтобы тот отменил казнь. Бао Чжэн отказался. Но когда император издал указ о помиловании Шимэя, Бао Чжэну ничего не оставалось, как повиноваться. Сокрушаясь, что правосудие не восторжествует, он предложил Сянлянь немного денег и собрался уйти в отставку. Сянлянь отказалась от подарка, так сильно плача о том, как чиновники прикрывают друг друга, что упала в обморок. Приказав своим подчиненным помочь Сянлянь, Бао Чжэн с негодованием решил приступить к казни, несмотря на указ. Когда вдовствующая императрица указала, что за неповиновение императорскому указу также полагается смертная казнь, Бао Чжэн снял свой официальный головной убор и объявил, что Шимэй должен быть казнен первым, прежде чем он сам. Шимэй был казнен. После этого крестьяне по всей стране дали Бао Чжэну почетное прозвище «Правосудие Бао» (包文文).